# Università degli Studi di Macerata
L'Università degli Studi di Macerata (colloquialmente Unimc) è una università statale italiana fondata a Macerata nel 1290.
Decima università più antica del mondo ancora in attività e quinta in Italia, fu la prima schola dello Stato Pontificio per concessione di Papa Niccolò IV e, dal 1540, ufficialmente istituita come università con la concessione dello statuto da Papa Paolo III.

## Storia
Le prime informazioni certe su un corso di diritto tenuto da Giulioso da Montegranaro nella città di Macerata sono del 1290. L'istituzione ufficiale avviene il 1º luglio 1540 da parte di papa Paolo III, allora erano presenti le facoltà di teologia, giurisprudenza, medicina e filosofia. Con la nascita del Regno d'Italia fu soppressa la facoltà di teologia, e due anni dopo, rimase solo giurisprudenza che, nel frattempo, era stata ampliata. Nel primo dopoguerra l'università ritrova un periodo di rinascita che porterà, nel 1964, all'apertura della facoltà di lettere e filosofia e, cinque anni dopo, anche scienze politiche. Nel 1996 si aggiunge scienze della formazione e nel 2001 anche la facoltà di economia.
Nel 2008 viene istituita la "Scuola di Studi Superiori 'Giacomo Leopardi'", che ogni anno ammette sulla sola base del merito dieci allievi, selezionati tramite concorso tra gli studenti che si iscrivono al primo anno dei corsi di laurea di una delle sette facoltà.
Al 2024, sono 31 i corsi attivati e coprono le seguenti aree: giuridica, letteraria e filosofica, dei beni culturali, delle scienze politiche, delle scienze economiche e statistiche, delle scienze dell'educazione e delle scienze della comunicazione. Le sedi distaccate di Civitanova Marche, Spinetoli e Jesi chiusero, rispettivamente, nel 2014, nel 2015 e nel 2019, mentre a San Ginesio e Cingoli vi sono le sedi del Centro internazionale di studi gentiliani.

## Struttura

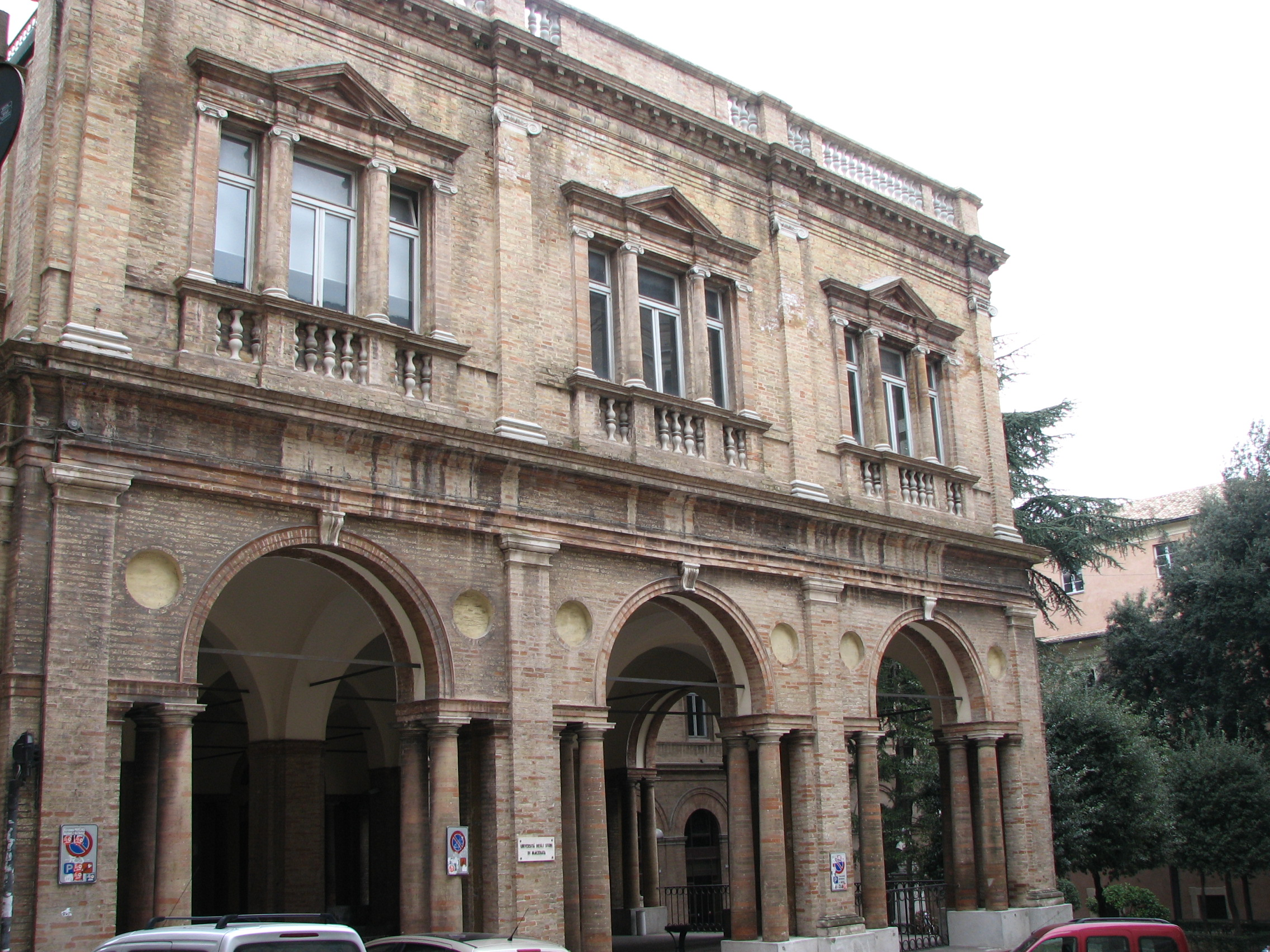
La Loggia del grano, sede del dipartimento di scienze politiche, della comunicazione e delle relazioni internazionali

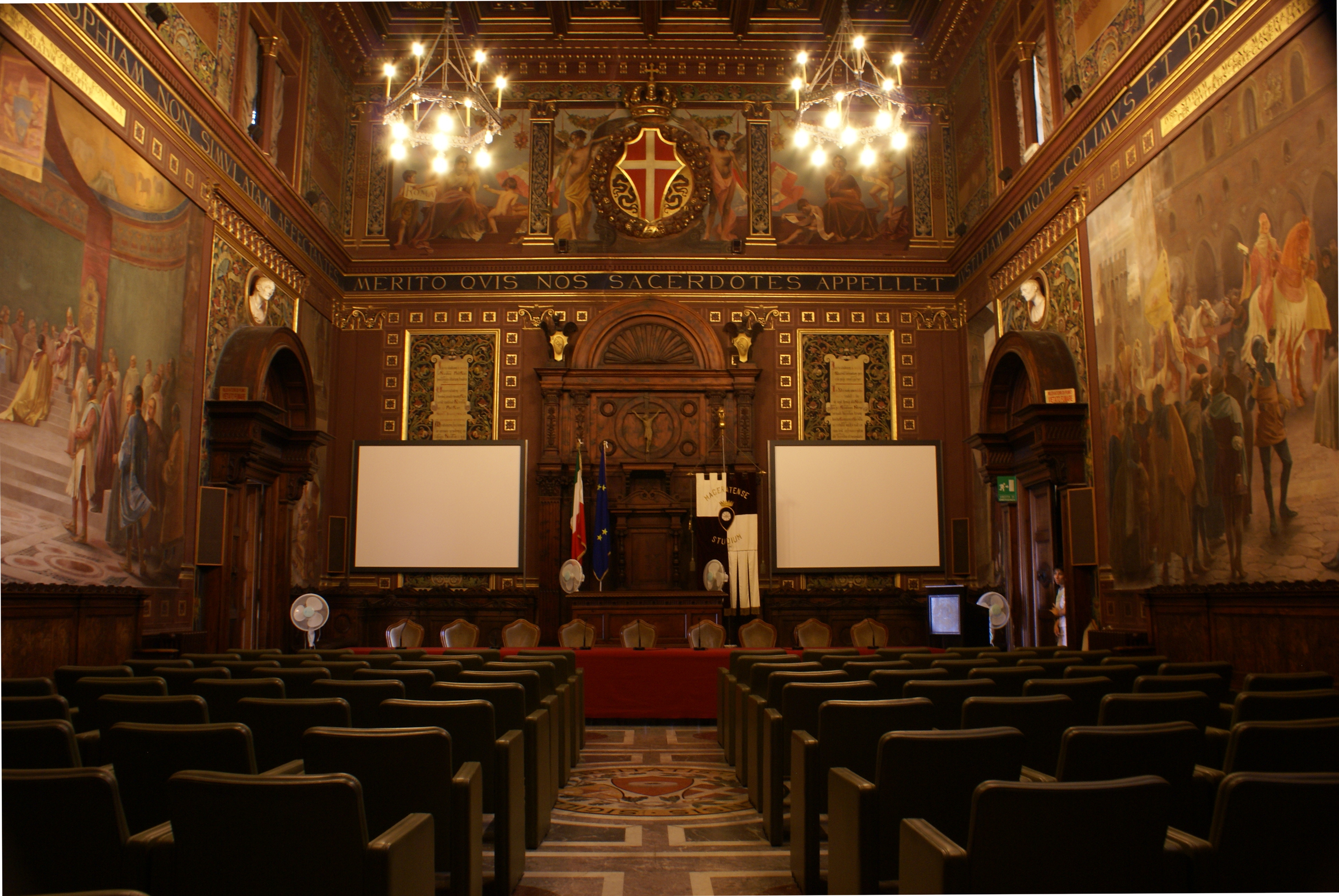
L'Aula Magna.

Secondo quanto previsto dalla legge n. 240/2010 di riforma del sistema universitario, i Dipartimenti costituiscono la struttura fondamentale in cui si articola l'ateneo. L'ateneo è organizzato in cinque dipartimenti:
- Economia e diritto
- Giurisprudenza
- Scienze della formazione, dei beni culturali e del turismo
- Scienze politiche, della comunicazione e delle relazioni internazionali
- Studi umanistici

L'università dispone altresì di tre scuole di specializzazione:
- Beni storico artistici
- Diritto sindacale, del lavoro e della previdenza
- Professioni legali delle Università degli Studi di Camerino e di Macerata (con sede presso corso Garibaldi 77 - Palazzo Torri, Macerata)[8]

A esse si aggiunge la Scuola di Studi Superiori "Giacomo Leopardi", percorso di alta formazione diviso in due classi: "Classe delle scienze sociali" e "Classe delle scienze umanistiche", nelle quali vengono inseriti ogni anno dieci neodiplomati che, mantenendo il rendimento universitario previsto dal regolamento della Scuola, godono dei seguenti benefici:
- Esonero dal pagamento delle tasse universitarie
- Vitto e alloggio gratuiti
- Assistenza individuale di tutor
- Partecipazione gratuita a mobilità nazionali e internazionali

## Biblioteche

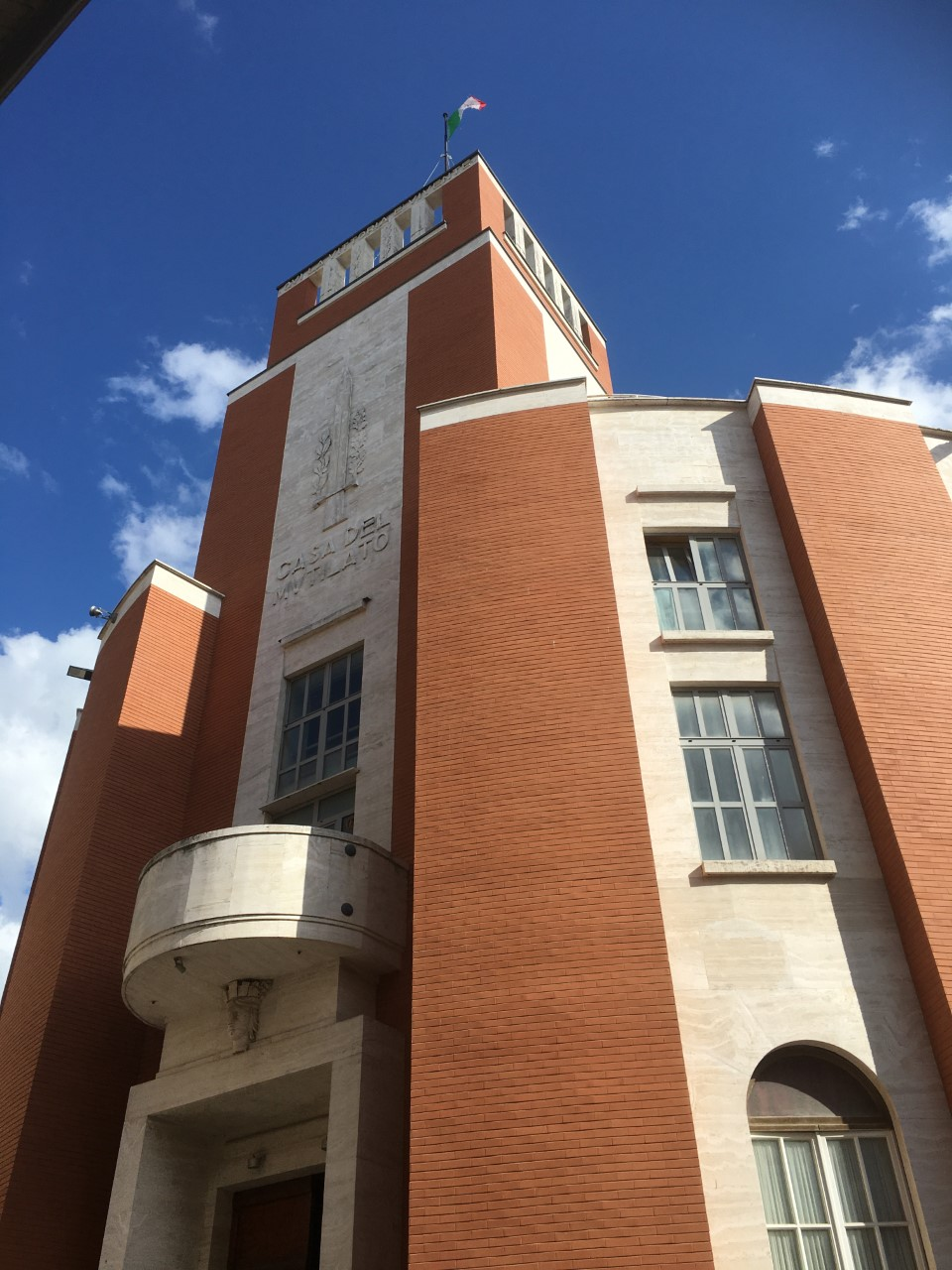
Palazzo del Mutilato, sede della biblioteca centrale d'ateneo

Il sistema bibliotecario di ateneo comprende la Biblioteca didattica d'ateneo, le biblioteche dei dipartimenti e quelle specialistiche come la biblioteca di storia costituzionale "Antoine Barnave" e quella dell'Istituto Confucio e dispone di un patrimonio complessivo di circa 600.000 volumi, datati dal XVIII secolo fino all'età contemporanea.
Le collezioni offrono risorse documentarie su vari argomenti quali la storia costituzionale francese del periodo pre-rivoluzionario, la storia del diritto, la medicina legale, la storia economica e sociale della Cina nel '900, la storia dei movimenti politici del '900, l'archeologia del nord Africa e la storia della didattica e del libro scolastico.

## Musei
Il Museo della Scuola Paolo e Ornella Ricca è un museo universitario nato nel 2009 in seno al Dipartimento di Scienze della Formazione, dei Beni Culturali e del Turismo dell'Ateneo e come diretta emanazione del Centro di documentazione e ricerca sulla storia del libro scolastico e della letteratura per l’infanzia fondato nello stesso Ateneo nel 2006. Il museo è stato ufficialmente inaugurato e aperto al pubblico nel giugno del 2012.

## Casa editrice
Nel 2004 l'ateneo ha istituito una propria casa editrice denominata Edizioni Università di Macerata, o EUM.

## Internazionalizzazione
L'università aderisce a programmi di mobilità e cooperazione internazionale quali il programma Erasmus e individua aree di collaborazione nel bacino del Mediterraneo (Albania, Libia, Slovenia, Tunisia e Turchia), in Cina, nei Paesi dell'Europa orientale (Russia e Ucraina) e in Brasile.

## Rettori
- Matteo Ricci Petrocchini (gennaio-marzo 1861)
- Filippo Borgogelli (aprile-ottobre 1861)
- Luigi Pianesi (1861-1876)
- Giovanni Battista Palestini (1876-1878)
- Abdia Geronzi (1879-1885)
- Niccolò Lo Savio (1885-1887)
- Raffaele Pascucci (1887-1890)
- Carlo Calisse (1890-1892)
- Enrico Serafini (1892-1895)
- Pio Barsanti (1895-1896)
- Enrico Serafini (novembre-dicembre 1896)
- Niccolò Lo Savio (gennaio-novembre 1897)
- Raffaele Pascucci (1897-1898)
- Luigi Tartufari (1898-1901)
- Oreste Ranelletti (1901-1905)
- Gaetano Arangio Ruiz (1905-1910)
- Raffaele Pascucci (1910-1912)
- Ageo Arcangeli (1912-1913)
- Umberto Borsi (1914-1915)
- Antonio Marchi (1915-1916)
- Donato Donati (1917)
- Raffaele Pascucci (gennaio-agosto 1918)
- Giovanni Bortolucci (1918-1919)
- Pio Barsanti (1919-1923)
- Riccardo Bachi (1923-1924)
- Alberto Zorli (1924-1926)
- Bruno Breschi (febbraio-novembre 1927)
- Arnaldo De Valles (1927-1932)
- Paolo Greco (1932-1933)
- Guido Bonolis (1933-1937)
- Giuseppe Capograssi (1937-1938)
- Enrico Bassanelli (1938-1940)
- Costantino Mortati (1940-1942)
- Antonino Coniglio (1942-1945)
- Luigi Nina (1945-1953)
- Mario Stolfi (1953-1956)
- Giannetto Longo (1956-1958)
- Gaetano Foschini (1958-1960)
- Giuseppe Lavaggi (1960-1966)
- Valente Simi (1966-1972)
- Antonino Cataudella (1972-1974)
- Antonino Di Vita (1974-1977)
- Attilio Moroni (1977-1985)
- Giovanni Ferretti (1985-1991)
- Alberto Febbrajo (1991-2003)
- Roberto Sani (2003-2010)
- Luigi Lacchè (2010-2016)
- Francesco Adornato (2016-2022)
- John Francis Mc Court (dal 2022)